# 吳琳 (成化進士)
吳琳（1434年—？），字廷章，直隸蘇州府長洲縣人，民籍。明朝政治人物。同進士出身。

## 生平
成化四年（1468年）戊子科應天府鄉試第八十五名。成化八年（1472年）壬辰科會試第一百九十四名，殿試登進士第三甲第一百六十二名。

## 家族
曾祖父吳履道，曾任州同知。祖父吳仲瓛。父亲吳孟升。